# Nothrolohmannia calcarata
Nothrolohmannia calcarata är en kvalsterart som beskrevs av Balogh 1968. Nothrolohmannia calcarata ingår i släktet Nothrolohmannia och familjen Hypochthoniidae. Inga underarter finns listade i Catalogue of Life.